# Serényi Béla
Kisserényi gróf Serényi Béla (Pest, 1866. június 16. – Budapest, 1919. október 14.) politikus, földművelésügyi miniszter.

## Élete
Régi magyar nemesi családban született, melyet 1596. június 25-én bárói, 1656. április 7-én grófi rangra emeltek. Apja, Serényi László gróf (1815–1893) putnoki földbirtokos, főrendiházi tag, anyja littliczi Bubna Ludmilla (1827–1866) grófnő volt. Tanulmányait a bécsi Theresianumban végezte, jogot Budapesten hallgatta, ahol 1890-ben szerzett doktorátust. A census alapján tagja volt a főrendiháznak, s itt szerepelt először; a kormány egyházpolitikáját támogató beszédével keltett feltűnést. A képviselőházban az ipar és a kereskedelem terén vitt kiváló szerepet. Országgyűlési képviselővé a Szabadelvű Párt programjával először a dédesi kerület választotta meg 1896-ban, s innen 1901-ben és 1905-ben újból bekerült a Házba. A Franciaországban és Németországban hosszan tanulmányozott nagyipari gépek közül többet putnoki gazdaságában alkalmazott. 1903. november 18-ától 1905. június 13-áig kereskedelemügyi államtitkár Tisza István kormányában, s megkapta a valóságos belső titkos tanácsosi méltóságot. A Nemzeti Munkapárt tagjaként 1910. január 17-étől 1913. június 10-éig a Lukács- és a második Khuen-Héderváry-kormányban földművelésügyi-, 1917. június 15-étől 1918. január 25-éig az Esterházy- és a harmadik Wekerle-kormány kereskedelmi-, majd 1918. február 11-től október 31-éig földművelésügyi minisztere. 1916-ban kilépett a Nemzeti Munkapártból.

## Családja
1890. november 27-én Budapesten nősült először, losonczi gróf Bánffy Rózát (1870. március 3.–1949) vette feleségül, akinek a szülei gróf Bánffy Béla és báró Wesselényi Rozália voltak. A frigy rövidnek bizonyult, mivel csakhamar el is váltak. Másodszor gyergyószentmiklósi Kövér Pálmát (1876–1914) vette el. Egyetlen fia első feleségétől született:
- Béla László (1892–1957); neje Erna Voigt (1903–1992)

## Külső hivatkozások
- Magyar életrajzi lexikon II. (L–Z). Főszerk. Kenyeres Ágnes. Budapest: Akadémiai. 1969.
- Szinnyei József: Magyar írók élete és munkái XII. (Saád–Steinensis). Budapest: Hornyánszky. 1908.
- A Serényiek családfája. (Hozzáférés: 2015. október 22.)
- Gróf Serényi Béla programmbeszéde (1917. július)